# Cicinnus bilinea
Cicinnus bilinea is een vlinder uit de familie van de Mimallonidae. De wetenschappelijke naam van de soort is voor het eerst geldig gepubliceerd in 1904 door Schaus.